# Andreas Romar
Andreas Romar, född 4 september 1989 är en finländsk utförsåkare från Korsholm i Österbotten.
Han debuterade i världscupen den 16 november 2008 och fick sin första topplacering den 16 december 2011 i Gröden då han blev nummer sju i super-G.
Under VM i Schladming 2013 kom Romar på fjärde plats i Superkombination och på femte plats i störtlopp.
Romar var Vegas sommarpratare år 2014.